# 전문 피트니스 코치

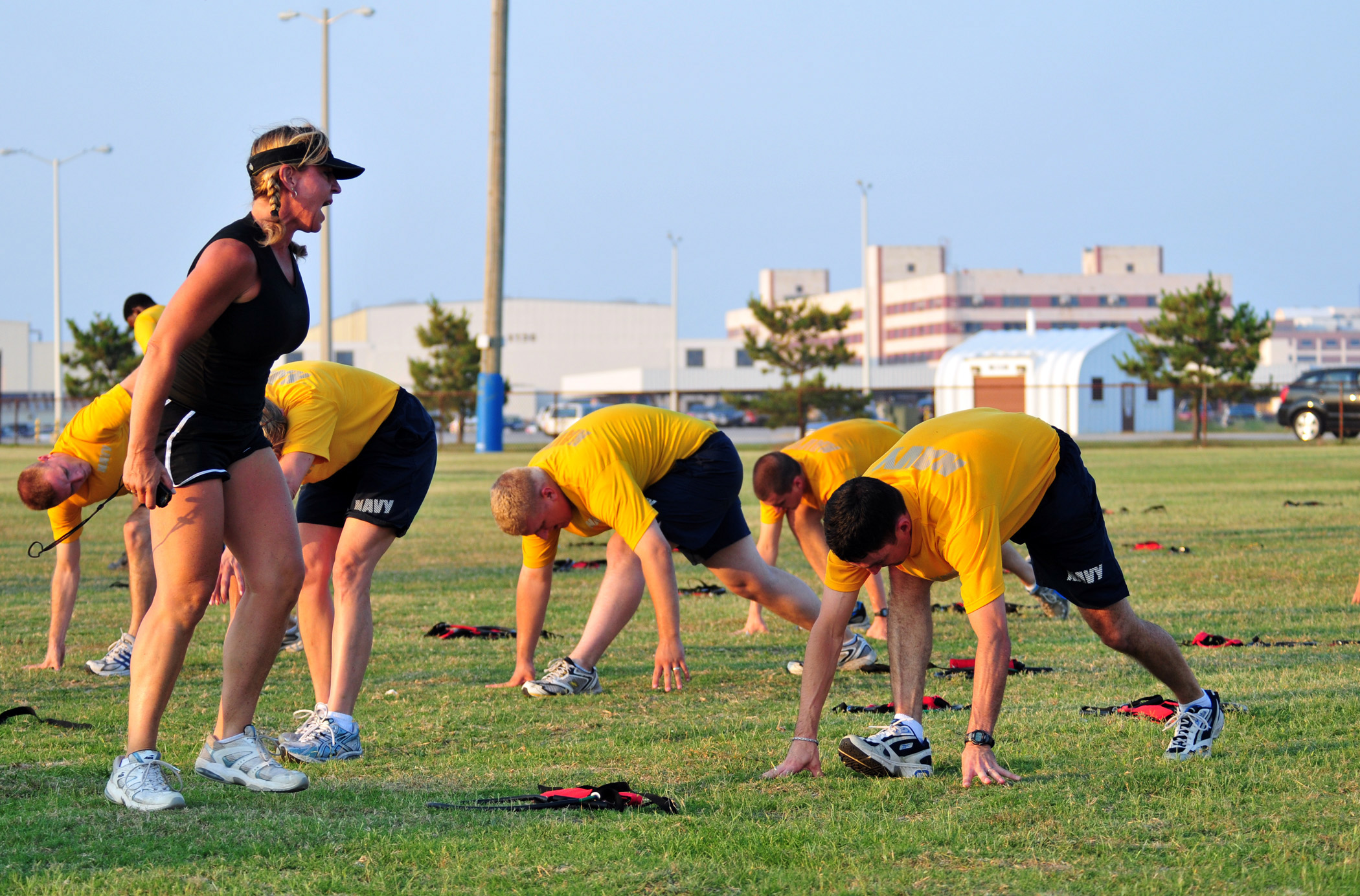
미 해군 여성 피트니스 강사 앞에서 운동하는 선원들, 2010년

전문 피트니스 코치(professional fitness coach)는 스포츠 선수들의 체력과 컨디션을 전문적으로 담당하는 코치를 의미한다. 대한민국과 일본에서는 피지컬 코치(physical coach)라고 불린다.

## 같이 보기
- 피트니스
- 퍼스널 트레이너